# Airbus A300
Airbus A300 là một mẫu máy bay thân rộng có tầm bay ngắn và trung bình. Được xuất xưởng năm 1972, đây là máy bay thân rộng, một tầng, 2 động cơ đầu tiên trên thế giới, được chế tạo tại các công ty hàng không vũ trụ châu Âu, vốn là các cổ đông chính thành lập nên hãng Airbus. Hiện nay Airbus thuộc quyền sở hữu của EADS.
A300 ngừng sản xuất vào tháng 7-2007, cùng với loại A310 nhỏ hơn. Các đơn đặt hàng A300 hiện tại sẽ được Airbus chuyển sang cung cấp A330-200F mới hơn.

## Lịch sử phát triển
Những nhiệm vụ yêu cầu được đặt ra vào năm 1966 bởi Frank Kolk, một thành viên ban quản trị của American Airlines, nhằm chế tạo một máy bay mới thay thế cho Boeing 727 trên các tuyến đường bay bận rộn tầm trung và gần, như các chuyến bay xuyên lục địa Mỹ. Bản tóm tắt về máy bay mới bao gồm khả năng chở từ 250 đến 300 hành khách trong khoang dạng hai lối đi giữa các hàng ghế và trang bị 2 động cơ, với khả năng chở khách đầy mà không gặp phải những bất lợi từ các sân bay trên độ cao lớn so với mặt nước biển như Denver. Những hãng chế tạo Hoa Kỳ đã đáp trả với mẫu máy bay thân rộng 3 động cơ có tên gọi McDonnell Douglas DC-10 và Lockheed L-1011 Tristar, trong khi các máy bay phản lực 2 động cơ bị cấm trên nhiều tuyến bay bởi FAA.
Tổng thống Pháp Charles de Gaulle đã bực bội trước sự thống trị của Mỹ trong hàng không dân dụng và muốn các máy bay dân dụng của Châu Âu có thể cạnh tranh được với các thiết kế của Mỹ. Máy bay Concorde là một phần của câu trả lời, nó được thiết kế cho các tuyến đường bay liên lục địa; trong khi A300 được thiết kế để đáp ứng nhu cầu máy bay dành cho vận chuyển nội địa của Frank Kolk.

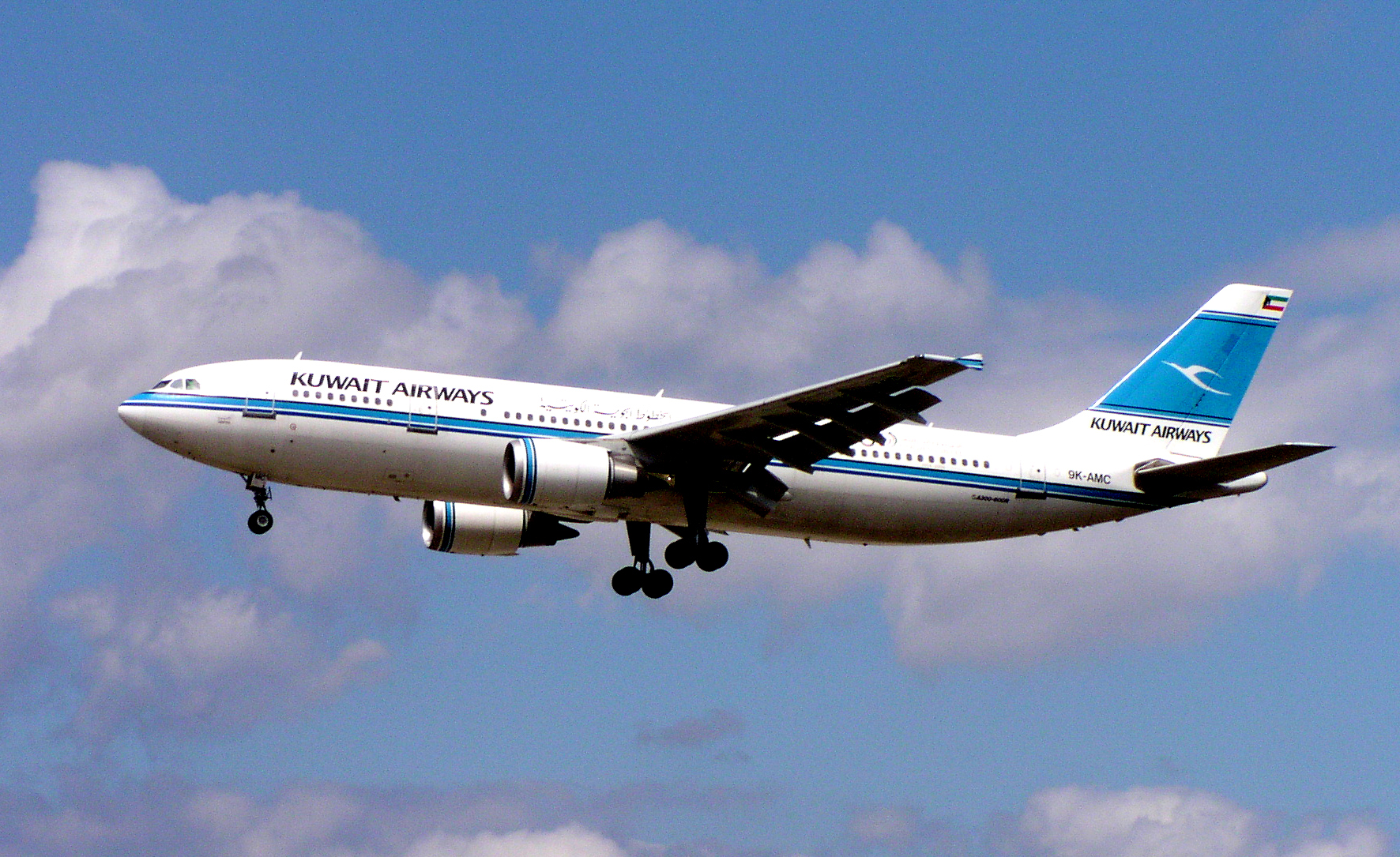
A300-600R của hãng Kuwait Airways

Vào tháng 9-1967, chính phủ Vương quốc Anh, Pháp, Đức đã ký một Bản ghi nhớ thỏa thuận (MoU), nhằm bắt đầu phát triển Airbus A300 với 300 ghế. Một thông cáo trước đó đã được viết vào tháng 7-1967, nhưng vào thời gian đó thông cáo đã bị chính phủ Anh che giấu nhằm hỗ trợ cho Airbus, điều này trùng với việc từ họ chối mẫu máy bay đề xuất cạnh tranh của British Aircraft Corporation (BAC), một phát triển của BAC 1-11 — dù một ưu tiên đã được British European Airways (BEA) bày tỏ.
Vài tháng sau thỏa thuận, cả chính phủ Pháp và Anh đều biểu lộ sự nghi ngờ về loại máy bay này. Vấn đề khác là yêu cầu về một loại động cơ mới sẽ được phát triển bởi hãng Rolls-Royce, có tên gọi là RB207. Trong tháng 10-1968, các công ty đối tác của Pháp và Anh (Sud Aviation và Hawker Siddeley) đề xuất sửa lại hình dạng của Airbus A250 250 chỗ. A250 được đổi tên thành A300B, máy bay này không cần đến những động cơ mới, giảm bớt các chi phí phát triển. Để thu hút các khách hàng tiềm tàng từ Mỹ, động cơ General Electric CF6-50 của Mỹ đã được trang bị cho A300 thay vì động cơ RB207 của Anh. Chính phủ Anh cảm thấy khó chịu và rút khỏi dự án; tuy nhiên, hãng Hawker-Siddeley của Anh vẫn tiếp tục dự án với vai trò như một nhà thầu, phát triển cánh cho A300, việc phát triển này là nòng cốt trong phiên bản sau của A300, phiên bản sau có hiệu suất vượt trội, A300 chuyển từ các chuyến bay tầm gần nội địa sang các chuyến bay liên lục địa đường dài. (Sau này, Anh cũng quay trở lại dự án, với hãng British Aerospace là công ty đại diện của Anh)

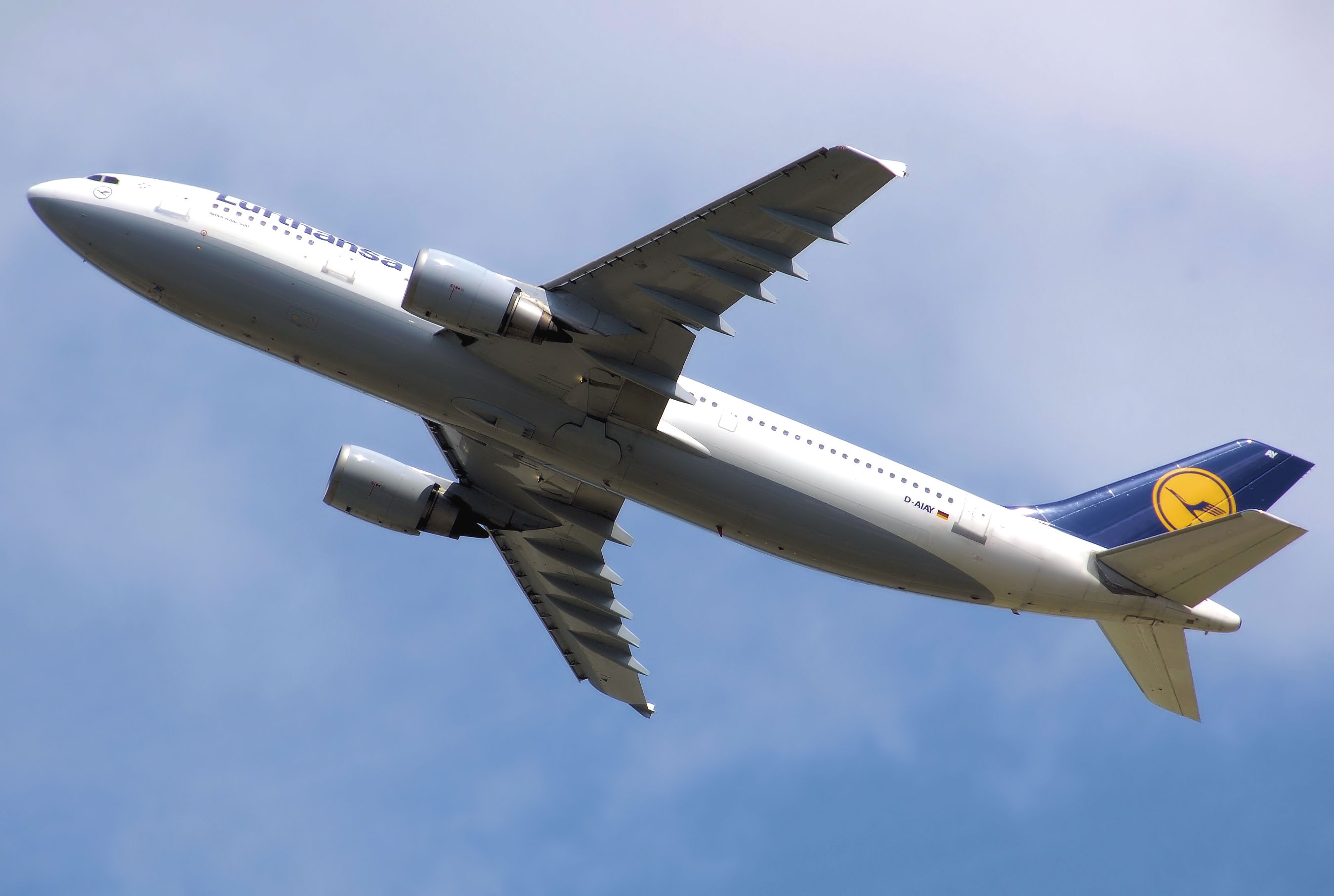
Airbus A300B4-600

Airbus Industrie được chính thức thành lập vào năm 1970 sau một thỏa thuận giữa Aérospatiale (Pháp), Deutsche Aerospace (Đức). Năm 1971 đến lượt hãng CASA của Tây Ban Nha cũng tham gia. Mỗi công ty sẽ chuyển các bộ phận do mình chế tạo đến một nhà máy lắp ráp cuối cùng để máy bay sẵn sàng thực hiện chuyến bay của mình.
Vào năm 1972, A300 đã thực hiện chuyến bay đầu tiên. Mẫu sản xuất đầu tiên có tên gọi là A300B2, bắt đầu hoạt động vào năm 1974. Đây là một thành công bước đầu của một tập đoàn mới thành lập, còn nhỏ, đến năm 1979 đã có 81 chiếc A300 hoạt động. Việc xuất xưởng A320 vào năm 1981 đã đánh dấu việc Airbus trở thành hãng sản xuất máy bay chính trong thị trường máy bay dân dụng cỡ lớn trên thế giới — A320 đã nhận được các đơn đặt hàng cho hơn 400 chiếc trước khi nó thực hiện chuyên bay đầu tiên, con số này lớn hơn rất nhiều so với 15 chiếc của A300 vào năm 1972.
A300 là máy bay dân dụng đầu tiên sử dụng kỹ thuật sản xuất just-in-time. Những bộ phận máy bay hoàn thiện sẽ được chế tạo bởi các hãng trong tập đoàn trên toàn Châu Âu, sau đó các bộ phận này sẽ được vận chuyển bằng đường hàng không đên dây chuyền lắp ráp cuối cùng tại Toulouse Blagnac bởi một phi đội Aero Spacelines Super Guppy (một mẫu máy bay phát triển từ Boeing 377). Cách ban đầu được thực hiện để chia sẻ công việc giữa các thành viên của Airbus mà không phải trả chi phí cho hai dây chuyền lắp ráp, nó đã trở thành một cách chế tạo những máy bay (chi phí giảm và linh hoạt) ngược với việc chế tạo toàn bộ một máy bay tại một địa điểm hiệu quả hơn. Thực tế điều này không bị bỏ qua ở Boeing, hơn 30 năm sau đó, Boeing đã quyết định sản xuất Boeing 787 theo cách này, sử dụng những chiếc B747 ngoại cỡ để vận chuyển cánh và các bộ phận khác về Mỹ lắp ráp từ nơi sản xuất ở Nhật Bản.
A300 đã rất gắn bó trong các tập đoàn hàng không Châu Âu. Chuyến bay đầu tiên của nó đã được kỷ niệm trên một mẫu tem 3 franc của Pháp.

## Công nghệ

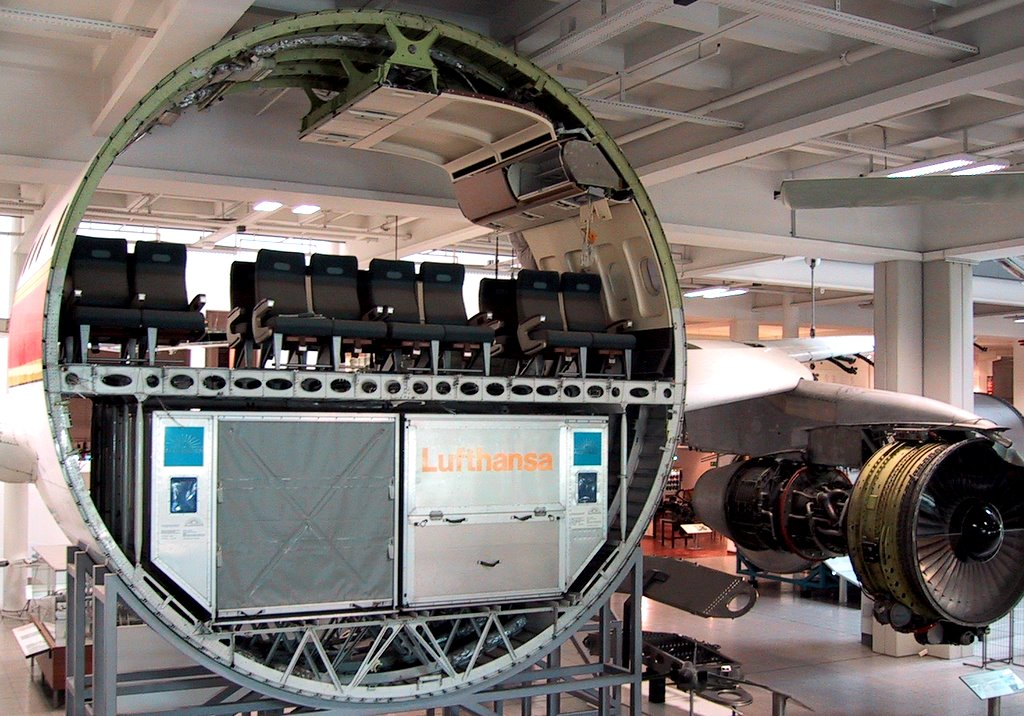
Mặt cắt ngang thân Airbus A300, khoang hành khách phía trên và khoang hàng phía dưới. Mô hình được triển lãm tại Bảo tàng Deutsches ở München, Đức.

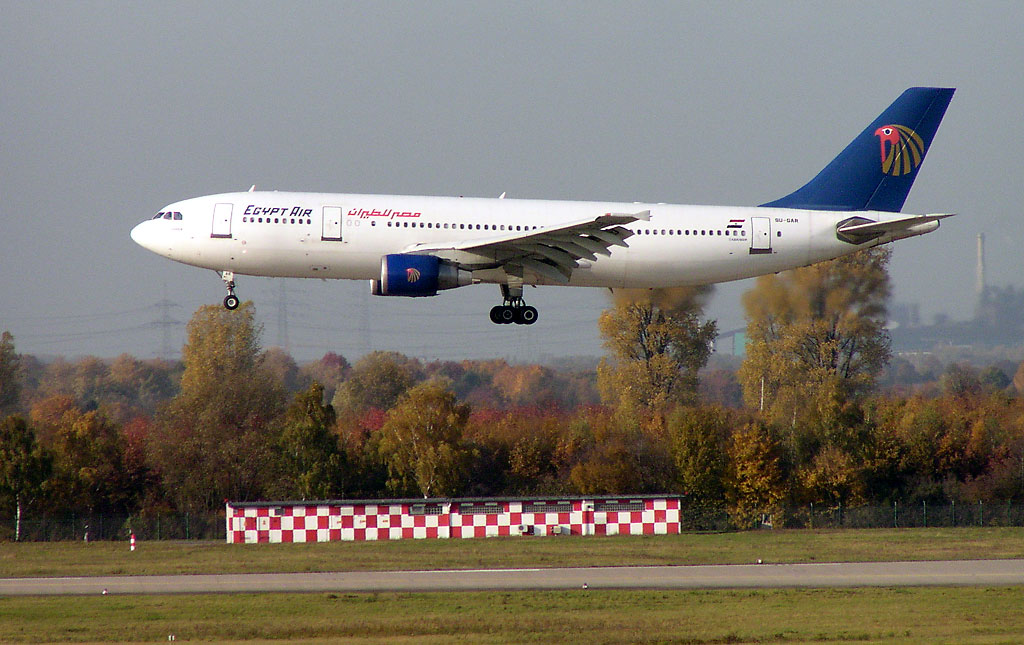
Airbus A300-600R của hãng EgyptAir

Các đối tác của Airbus đã sử dụng những công nghệ mới, một số bắt nguồn từ loại Concorde. Khi đưa vào hoạt động năm 1974, A300 có rất nhiều điểm tiên tiến và gây ảnh hưởng đến những thiết kế máy bay dân dụng cỡ lớn dưới tốc độ âm thành sau này. Những điểm sáng về kỹ thuật bao gồm:
- Thiết kế cánh tiên tiến do hãng de Havilland chế tạo (sau này là BAE Systems) với:
  - Bộ phận cánh thiết kế vượt trội cho hiệu suất tiết kiệm
  - Hình dáng khí động học tiên tiến giúp điều khiển bay hiệu quả
- Phần thân đường kính 222 inch cho 8 hàng ghế và đủ rộng cho các container hàng hóa LD3 xếp cạnh nhau
- Cấu trúc được làm từ các thanh sắt nhỏ, giảm bớt trọng lượng
- Máy bay dân dụng đầu tiên được lắp đặt hệ thống bảo vệ khi gió ngược chiều
- Thiết bị lái tự động tiên tiến có khả năng điều khiển máy bay từ động giảm độ cao và hạ cánh
- Hệ thống phanh được điều khiển bằng điện

Những chiếc A300 sau này đã kết hợp những tính năng tiên tiến khác như:
- Kíp lái 2 người, kỹ thuật viên được thay thế bằng hệ thống chức năng kỹ thuật bay tự động, được áp dụng lần đầu tiên trong công nghiệp hàng không
- Buồng lái kính
- Sử dụng nhiều vật liệu composite hơn những máy bay cùng thời
- Trọng tâm chính giữa được điều chỉnh bằng việc luân chuyển nhiêu liệu vòng quanh
- Máy bay dân dụng đầu tiên sử dụng những tấm chắn ở đầu cánh nhằm tăng cường hình dáng khí động học

Tất cả những ứng dụng tiên tiến trên A300 đã làm nó trở thành loại máy bay thay thế cho loại phản lực 3 động cơ thân rộng như McDonnell Douglas DC-10 và Lockheed L-1011 trong các chuyến bay tầm gần và trung bình.

## Đi vào hoạt động

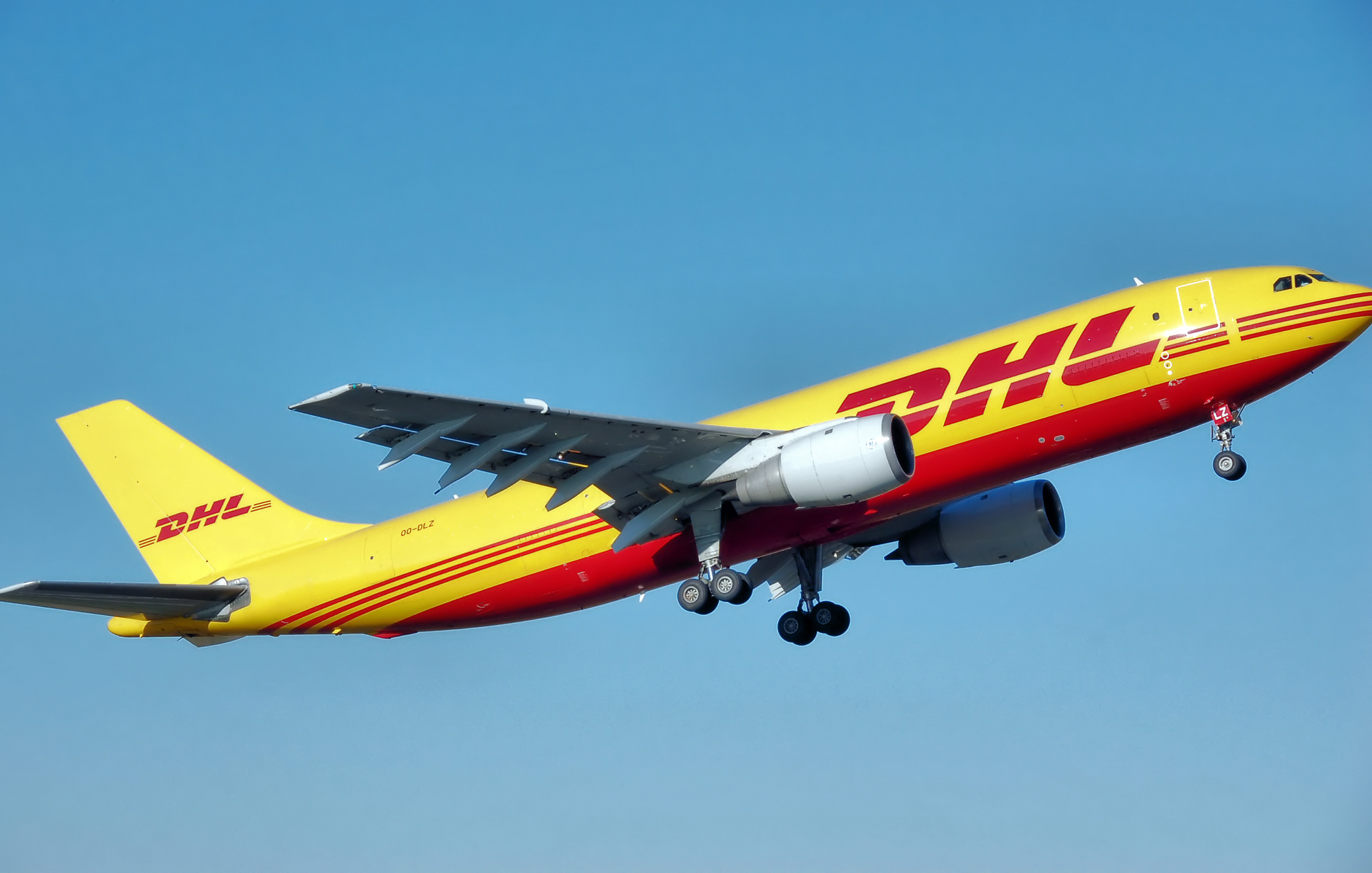
DHL A300B4-200 cất cánh.

Sau khi xuất xưởng, doanh thu của A300 giảm dần trong một số năm, với đa số những đơn đặt hàng đến từ những hãng hàng không phải sử dụng các sản phẩm nội địa — như Air France và Lufthansa. Trong một giai đoạn, Airbus có tới 16 chiếc A300 "đuôi trắng" (có nghĩa đây là những máy bay đã hoàn chỉnh nhưng chưa có người mua) phải nằm chờ khách hàng đến mua. Hãng Indian Airlines là hãng hàng không nội địa đầu tiên trên thế giới mua A300. Một số chiếc A300 vẫn còn bay cho đến tận ngày nay trong đội bay của một số hãng hàng không.
Năm 1977, hãng vận tải Eastern Air Lines của Mỹ đã thuê 4 chiếc A300, chúng được sử dụng như những máy bay thử nghiệm hoạt động. Frank Borman, cựu phi hành gia và là CEO, đã rất ấn tượng về sự tiết kiệm nhiên liệu của A300, nó tiết kiệm hơn 30% so với những loại máy bay thuộc đội bay của Tristars, và sau đó Frank Borman đã đặt mua 23 chiếc A300. Điều này được thực hiện sau đơn đặt hàng từ Pan Am. Từ lúc đó, dòng A300 đã bán được khá tốt, dần dần đạt đến tổng số hiện thời là 858 chiếc đã được đặt hàng và giao hàng.
Loại A300 rất được các hãng hàng không châu Á ưa thích, bao gồm Japan Air System, Korean Air, Thai Airways International, Singapore Airlines, Malaysia Airlines, Philippine Airlines, Garuda Indonesia, China Airlines, Pakistan International Airlines, Indian Airlines, Trans Australia Airlines và rất nhiều hãng khác. Trong khi Châu Á không có những hạn chế tương tự như quy tắc 60 phút của FAA (Cục quản lý hàng không Liên bang Hoa Kỳ) cho các máy bay dân dụng cỡ lớn hai động cơ lúc đó, các hãng hàng không châu Á sử dung những chiếc A300 cho các tuyến đường bay xuyên Vịnh Bengal và Biển Đông.
Năm 1977, A300B4 trở thành máy bay "đáp ứng tiêu chuẩn ETOPS" - hiệu suất cao và tiêu chuẩn về an toàn đạt chuẩn theo yêu cầu, đảm bảo máy bay thực hiện được Extended Twin Engine Operations (Quá trình hoạt động của máy bay hai động cơ mở rộng) khi bay qua biển, cung cấp cho thành viên kíp bay nhiều sự linh hoạt hơn trong lộ trình. Vào năm 1981, Airbus đã phát triển nhanh chóng, với hơn 300 máy bay đã được bán và trên 200 chiếc nữa cho hơn 40 hãng hàng không. Được cảnh báo từ những thành công của A300, Boeing đã đáp trả bằng loại Boeing 767 mới. 

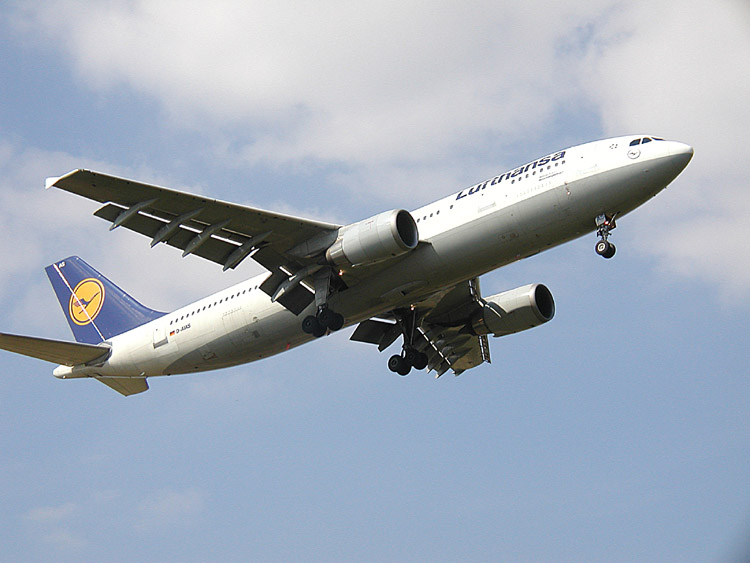
A300B4-603 của hãng Lufthansa.

A300 đã cung cấp cho Airbus những kinh nghiệm trong cạnh tranh sản xuất và bán máy bay dân dụng cỡ lớn. Phần thân cơ bản của A300 sau này đã kéo dài để sử dụng lại (A330 và A340), hoặc co ngắn lại (A310), hoặc được cải tiến trong các loại máy bay bắt nguồn từ A300 (A300-600ST Beluga Super Transporter).
A300 đã đạt đến việc kết thúc sản xuất, và chiếc A300 cuối cùng đã được hoàn thành và giao hàng. Hãng hàng không sử dụng A300 nhiều nhất là FedEx, với 95 chiếc A300/310 tính đến tháng 1-2006. Công ty United Parcel Service (UPS) cũng sử dụng những phiên bản chuyên chở của A300. Phiên bản cuối cùng là A300-600R và tuân theo quy tắc ETOPS 180-phút. A300 cũng quan tâm trong thị trường đồ cũ, chuyển đổi thành những máy bay chuyên chở hàng. Phiên bản chở hàng – với những chiếc A300-600 mới chế tạo hoặc những chiếc A300-600, A300B2 và B4 chở khách cũ được chuyển đổi – được sử dụng trong hầu hết các đội bay vận tải chỉ sau loại Boeing 747 chuyên chở hàng hóa.
Vào tháng 3-2006, Airbus thông báo đóng cửa dây chuyền A300/A310, đây là những máy bay đầu tiên của Airbus ngừng chế tạo. Sản phẩm A300 cuối cùng thực hiện chuyến bay đầu tiên vào 18 tháng 4-2007 và được chuyển giao vào 12 tháng 7-2007. Đây là chiếc một chiếc A300F chuyên chở cho hãng FedEx. Airbus đã công bố một gói hỗ trợ để giúp những chiếc A300 bay thương mại đến ít nhất là năm 2025.

## Các phiên bản

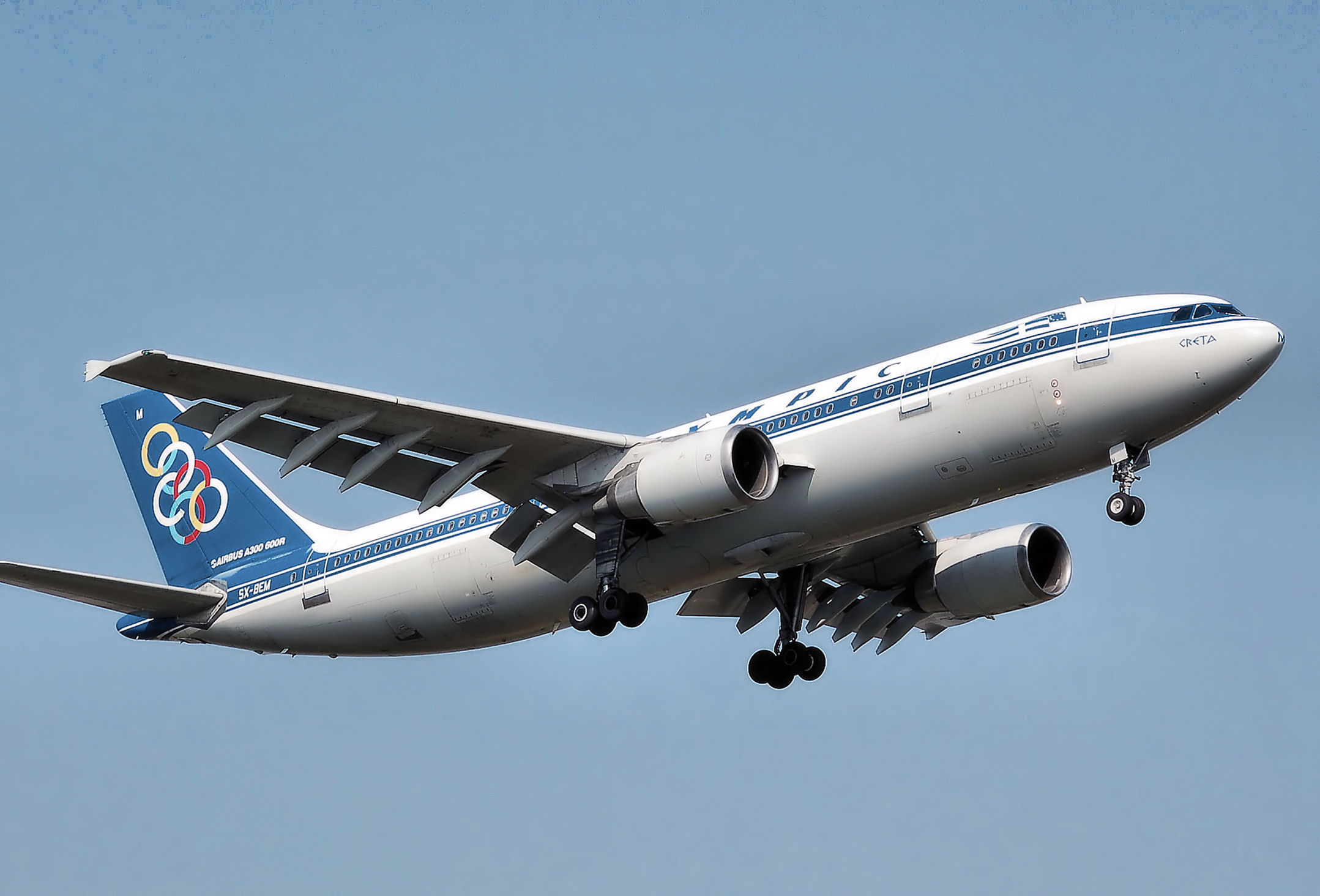
A300B4-600R thuộc hãng Olympic Airlines.

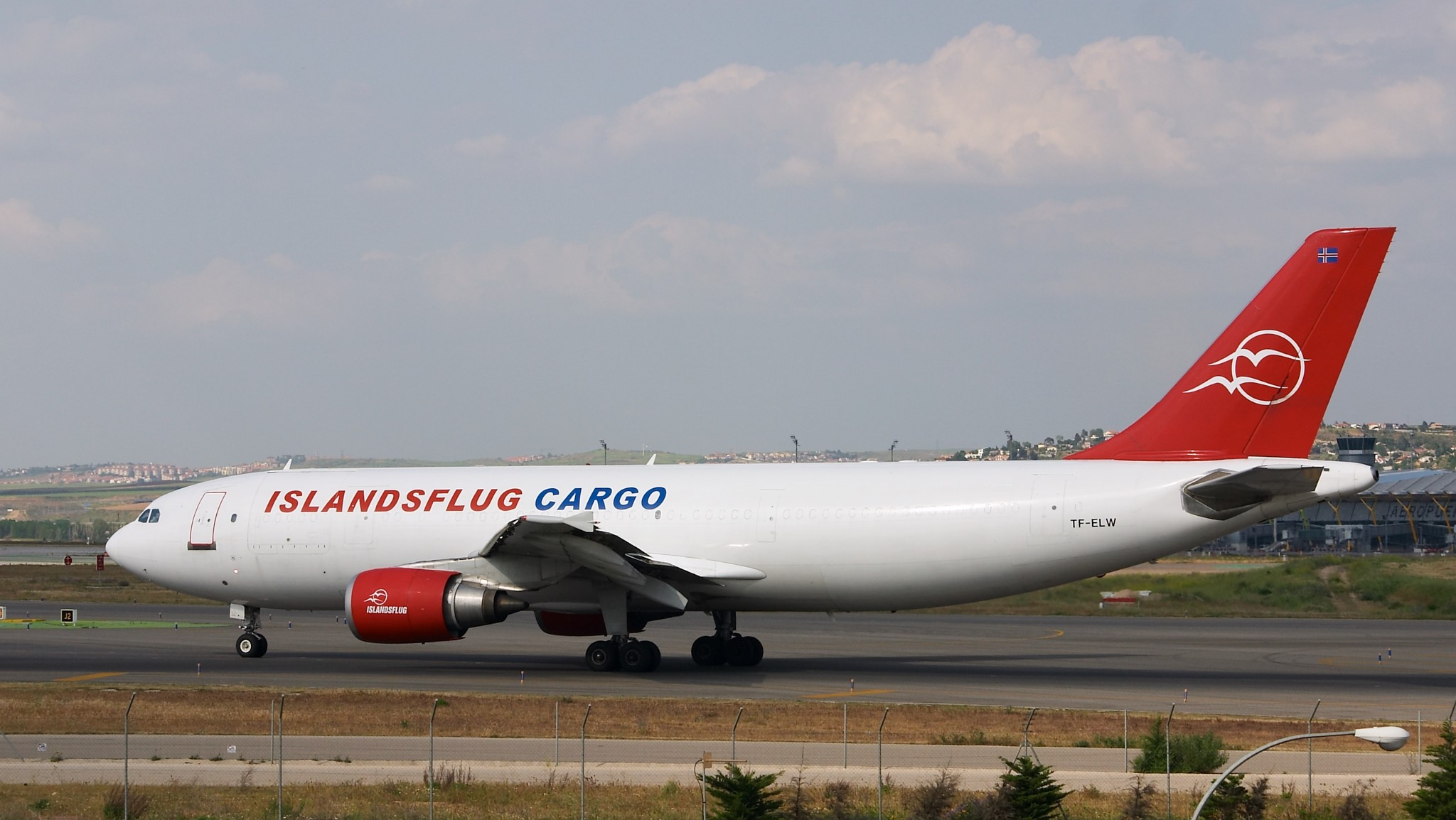
Islandsflug Cargo A300C4-605R

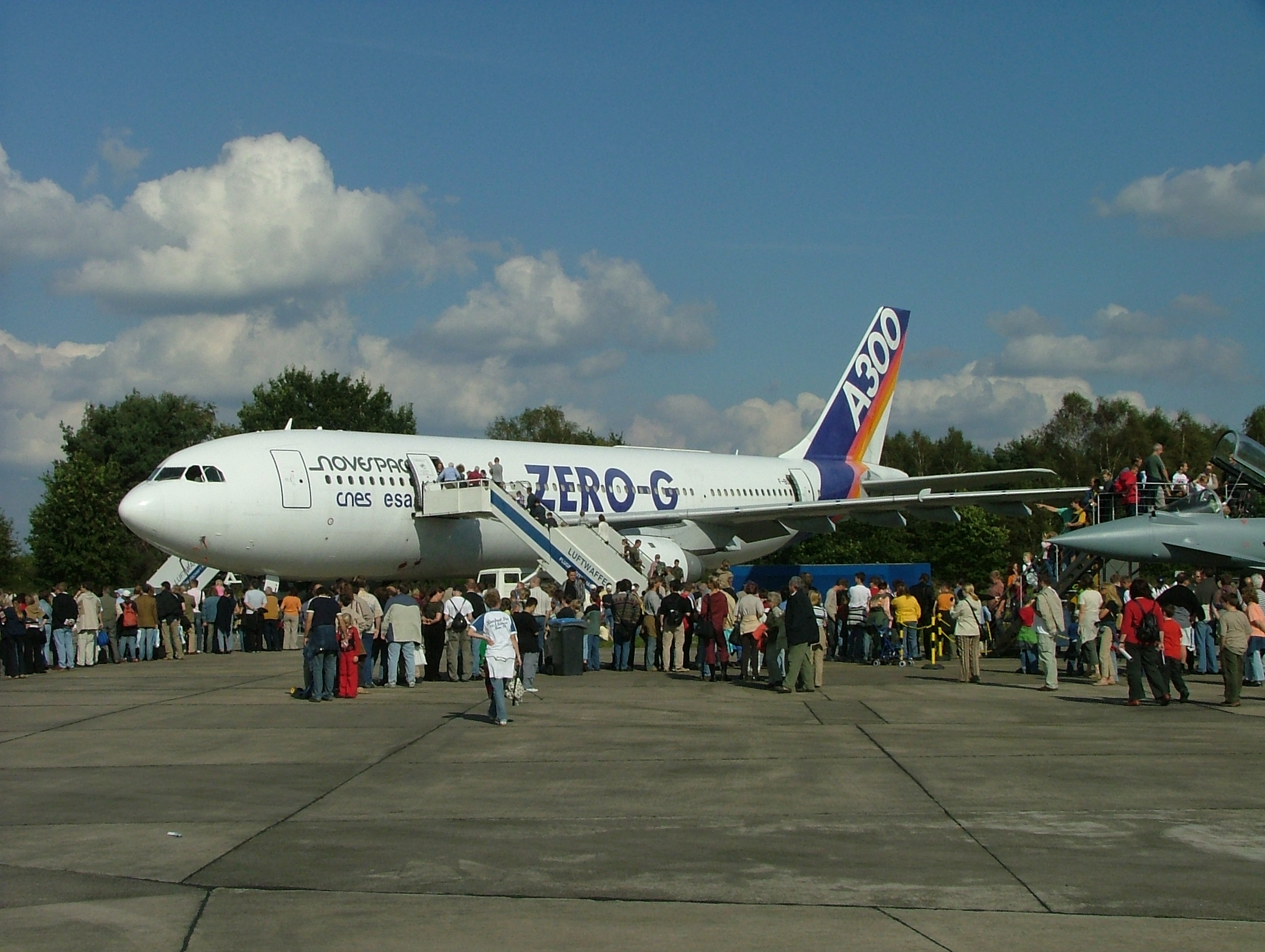
A300-ZERO-G

- A300B1: Chỉ có 2 chiếc được chế tạo: nguyên mẫu đầu tiên và một chiếc hoàn chỉnh, chiếc hoàn chỉnh được bán cho hãng hàng không Air Algérie và hiện đã ngừng hoạt động.Nó có sức chứa 259 ghế với trọng lượng tối đa là 132.000 kg và trang bị 2 động cơ General Electric CF6-50A với lực đẩy là 220 kN.
- A300B2: Phiên bản sản xuất đầu tiên.Trang bị động cơ CF6 hoặc Pratt & Whitney JT9D với lực đẩy 227 và 236 kN, bắt đầu hoạt động trong hãng Air France vào tháng 5-1974.
  - A300B2-100: 137 tấn MTOW (trọng lượng cất cánh tối đa)
  - A300B2-200: 142 tấn MTOW, với những cánh tà Kruger
  - A300B2-300: tăng trọng lượng tối đa khi không nhiên liệu/trọng lượng hạ cánh tối đa
- A300B4 - Phiên bản sản xuất chính. Tiêu biểu với một thùng nhiên liệu phụ ở giữa để tăng sức chứa (47.500 kg). Số lượng B2 và B4 tổng cộng là 248.
  - A300B4-100: 157.5 tấn MTOW
  - A300B4-200: 165 tấn MTOW
  - A300B4-200FF: A300 với một gian dành cho phi hành đoàn "forward-facing". Máy bay dân dụng thân rộng,động cơ đôi đầu tiên trên thế giới có kíp lái 2 người. Trang bị một số thiết bị điện tử hàng không số của A310 và A300-600. Hoạt động trong hãng Garuda đầu tiên vào năm 1982, các hãng khác cũng sử dụng là VASP, Tunisair và Kar-Air/Finnair.
  - A300B4-600: Được định danh là A300-600.
  - A300C4: Phiên bản chuyên chở có thể chuyển đổi các vai trò, với một khoang hàng lớn. Chiếc đầu tiên được giao cho hãng South African Airways vào tháng 10 năm 1982.
  - A300F4-203: Phiên bản chuyên chở của A300B4-200. Chiếc đầu tiên chuyển giao vào năm 1986, nhưng chỉ có vài chiếc được chế tạo giống như A300F4-200, và được nhanh chóng thay thế bởi A300-600F (tên gọi chính thức là: A300F4-600F).
- A300-600: Tên gọi chính thức là A300B4-600, phiên bản này có cùng chiều dài với phiên bản B2 và B4, nhưng không gian bên trong lớn hơn vì sử dụng thân sau và đuôi của A310.Nó có động cơ công suất lớn là CF6-80 hoặc Pratt & Whitney PW4000 và đi vào hoạt động năm 1983 trong hãng Saudi Arabian Airlines. Tổng cộng có 313 chiếc A300-600 (tùy phiên bản) đã được bán ra.
  - A300-600: (Tên gọi chính thức: A300B4-600) Kiểu ở vạch ranh giới của seri -600.
  - A300-620C: (Tên gọi chính thức: A300C4-620) Phiên bản chuyên chở chuyển đổi vai trò. Chiếc đầu tiên giao vào tháng 12-1985.
  - A300-600F: (Tên gọi chính thức: A300F4-600) Phiên bản chuyên chở hàng hóa của Serie A300-600.
  - A300-600R: (Tên gọi chính thức: A300B4-600R) Tầm bay tăng thêm, có thêm một thùng nhiên liệu bổ sung ở đuôi. Chiếc đầu tiên giao vào năm 1988 cho hãng American Airlines; tất cả những chiếc A300 được chế tạo từ năm 1989 (kể cả chuyển chở hàng) đều có tên gọi là -600R. Hãng Japan Airlines đã nhận chiếc chở khách A300 được sản xuất lần cuối cùng,có tên gọi A300-622R vào tháng 11-2002.

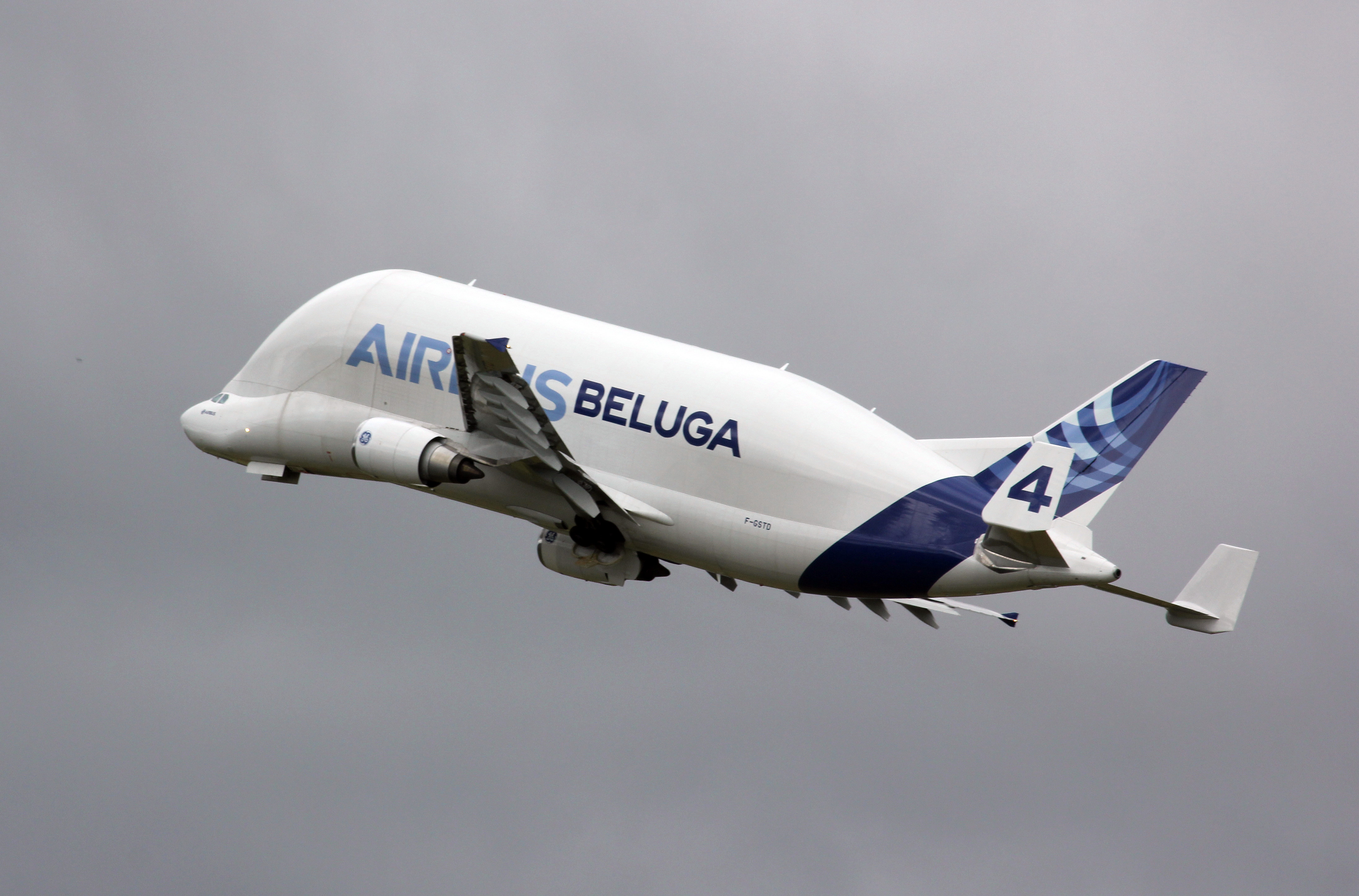
airbus beluga

  - airbus belugaA300-600RF: (Tên gọi chính thức: A300F4-600R) Phiên bản chuyên chở hàng hóa của -600R. Tất cả những chiếc A300 chuyển giao giữa tháng 11-2002 và 12 tháng 7-2007 đều có tên gọi A300-600RF.
  - A300-600ST: Thường được gọi bằng tên Beluga hay "Airbus Super Transporter," có 5 chiếc được chế tạo và được sử dụng bởi Airbus để vận chuyển các phần của máy bay từ các nơi sản xuất khác nhau đến nơi lắp ráp cuối cùng. Chúng được sử dụng để thay thế cho 4 chiếc Aero Spacelines Super Guppy.
- A300B10 (A310): Là một mẫu máy bay thân ngắn hơn, cánh có tỷ lệ bề ngoài mới, đuôi nhỏ và kíp lái 2 người. Nó có thể đáp ứng tiêu chuẩn của -200 và tầm bay mở rộng của -300 với 9.600 km trong cả phiên bản chở hàng và chở khách. Nó có thể chuyển thành máy bay vận tải quân sự và tiếp nhiên liệu trên không, những phiên bản quân sự này hiện đang hoạt động trong các đơn vị của Lực lượng quân sự Canada và Không quân Đức. Tổng cộng có 260 chiếc được đặt hàng, dù 5 chiếc trong số đó (do hãng Iraq Airways đặt hàng) chưa bao giờ được sản xuất và bàn giao do tình hình bất ổn về địa chính trị.

## Các hãng sử dụng
Đây là danh sách các hãng hàng không đặt hàng, đã nhận và sử dụng Airbus A300 tính đến 31 tháng 3-2008:
| Cờ                                      | Hãng hàng không                 | Đặt hàng | Giao hàng | Hoạt động |
| Liên minh châu Âu                       | Airbus Executive & Private Jets | 3        | 3         | 2         |
| Thổ Nhĩ Kỳ                              | ACT Airlines                    |          |           | 7         |
| México                                  | Aerounion                       |          |           | 3         |
| Libya                                   | Afriqiyah Airways               |          |           | 1         |
| Bờ Biển Ngà                             | Air Afrique                     | 3        | 3         |           |
| Iceland                                 | Air Atlanta Icelandic           |          |           | 5         |
| Cộng hòa Ireland                        | Air Contractors                 |          |           | 2         |
| Pháp                                    | Air France                      | 23       | 23        |           |
| Hồng Kông                               | Air Hong Kong                   | 8        | 8         | 8         |
| Ấn Độ                                   | Air India                       | 3        | 3         |           |
| Pháp                                    | Air Inter                       | 8        | 8         |           |
| Ma Cao                                  | Air Macau                       |          |           | 1         |
| Ý                                       | Alitalia                        | 8        | 8         |           |
| Hoa Kỳ                                  | American Airlines               | 35       | 35        | 34        |
| Afghanistan                             | Ariana Afghan Airlines          |          |           | 2         |
| Hoa Kỳ                                  | Astar Air Cargo                 |          |           | 6         |
| Úc                                      | Australian Airlines             | 5        | 5         |           |
| Cộng hòa Ireland                        | AWAS                            | 8        | 8         |           |
| Armenia                                 | Blue Airways                    |          |           | 2         |
| Đài Loan                                | China Airlines                  | 15       | 15        |           |
| Trung Quốc                              | China Eastern Airlines          | 7        | 7         | 10        |
| Trung Quốc                              | China Eastern Xibei Airlines    | 3        | 3         |           |
| Trung Quốc                              | China Northern Airlines         | 6        | 6         |           |
| Trung Quốc                              | China Southern Airlines         |          |           | 6         |
| Bỉ                                      | CityBird                        | 2        | 2         |           |
| Hoa Kỳ                                  | Continental Airlines            | 3        | 3         |           |
| Brasil                                  | Cruzeiro                        | 2        | 2         |           |
| Pháp                                    | Eagle Aviation                  |          |           | 2         |
| Hoa Kỳ                                  | Eastern Airlines                | 34       | 34        |           |
| Ai Cập                                  | EgyptAir                        | 17       | 17        | 4         |
| Các Tiểu vương quốc Ả Rập Thống nhất    | Emirates Airline                | 5        | 5         |           |
| Bỉ                                      | European Air Transport          |          |           | 16        |
| Hoa Kỳ                                  | Federal Express                 | 42       | 42        | 67        |
| Phần Lan                                | Finnair                         | 2        | 2         |           |
| Thổ Nhĩ Kỳ                              | Fly Air                         |          |           | 4         |
| Nhật Bản                                | Galaxy Airlines                 | 1        | 1         | 2         |
| Indonesia                               | Garuda Indonesia                | 9        | 9         |           |
| Đức                                     | Hapagfly                        | 7        | 7         |           |
| Tây Ban Nha                             | Iberia                          | 6        | 6         |           |
| Ấn Độ                                   | Indian Airlines                 | 10       | 10        | 3         |
| Hoa Kỳ                                  | ILFC                            | 9        | 9         |           |
| Iran                                    | Iran Air                        | 8        | 8         | 8         |
| Iran                                    | Iranair Tours                   |          |           | 2         |
| Iraq                                    | Iraqi Airways                   |          |           | 1         |
| Nhật Bản                                | Japan Airlines                  |          |           | 22        |
| Nhật Bản                                | Japan Air System                | 32       | 32        | 22        |
| Nhật Bản                                | Japan Fleet Service             | 2        | 2         |           |
| Hàn Quốc                                | Korean Air                      | 32       | 32        | 10        |
| Kuwait                                  | Kuwait Airways                  | 8        | 8         | 6         |
| Thổ Nhĩ Kỳ                              | Kuzu Airlines Cargo             |          |           | 6         |
| Vương quốc Liên hiệp Anh và Bắc Ireland | Laker                           | 3        | 3         |           |
| México                                  | LaTur                           | 2        | 2         |           |
| Libya                                   | Libyan Arab Airlines            |          |           | 2         |
| Libya                                   | Libyavia                        |          |           | 1         |
| Đức                                     | Lufthansa                       | 23       | 23        | 14        |
| Iran                                    | Mahan Air                       |          |           | 3         |
| Malaysia                                | Malaysia Airlines               | 4        | 4         |           |
| Các Tiểu vương quốc Ả Rập Thống nhất    | Maximus Air Cargo               |          |           | 2         |
| Pháp                                    | Midex Airline                   |          |           | 4         |
| Thổ Nhĩ Kỳ                              | MNG Airlines                    |          |           | 8         |
| Vương quốc Liên hiệp Anh và Bắc Ireland | Monarch Airlines                | 4        | 4         | 4         |
| Hy Lạp                                  | Olympic Airlines                | 10       | 10        | 1         |
| Thổ Nhĩ Kỳ                              | Onur Air                        |          |           | 8         |
| Pakistan                                | Pakistan International Airlines | 4        | 4         |           |
| Hoa Kỳ                                  | Pan Am                          | 12       | 12        |           |
| Philippines                             | Philippine Airlines             | 5        | 5         |           |
| Hoa Kỳ                                  | Polaris Aircraft Leasing        | 5        | 5         |           |
| Qatar                                   | Qatar Airways                   |          |           | 5         |
| Ả Rập Xê Út                             | Saudi Arabian Airlines          | 11       | 11        |           |
| Đan Mạch · Na Uy · Thụy Điển            | Scandinavian Airlines System    | 4        | 4         |           |
| Singapore                               | Singapore Airlines              | 8        | 8         |           |
| Cộng hòa Nam Phi                        | South African Airways           | 7        | 7         |           |
| Sudan                                   | Sudan Airways                   |          |           | 3         |
| Thái Lan                                | Thai Airways International      | 33       | 33        | 19        |
| Bỉ                                      | TNT Airways                     |          |           | 6         |
| Hoa Kỳ                                  | Tradewinds Airlines             |          |           | 6         |
| Bỉ                                      | Trans European Airways          | 1        | 1         |           |
| Ai Cập                                  | Tristar Air                     |          |           | 1         |
| Tunisia                                 | Tunis Air                       | 1        | 1         | 3         |
| Hoa Kỳ                                  | United Parcel Service           | 53       | 53        | 53        |
| Brasil                                  | Varig                           | 2        | 2         |           |
| Brasil                                  | VASP                            | 3        | 3         |           |
|                                         | UNKNOWN                         |          |           | 25        |
| Tổng cộng                               | 81                              | 561      | 561       | 413       |

Nguồn Airbus Orders and Deliveries Lưu trữ ngày 7 tháng 9 năm 2009 tại Wayback Machine

## Số lượng A300 đã giao hàng
| 2007 | 2006 | 2005 | 2004 | 2003 | 2002 | 2001 | 2000 | 1999 | 1998 | 1997 | 1996 | 1995 | 1994 | 1993 | 1992 | 1991 |
| ---- | ---- | ---- | ---- | ---- | ---- | ---- | ---- | ---- | ---- | ---- | ---- | ---- | ---- | ---- | ---- | ---- |
| 6    | 9    | 9    | 12   | 8    | 9    | 11   | 8    | 8    | 13   | 6    | 14   | 17   | 23   | 22   | 22   | 25   |
| 1990 | 1989 | 1988 | 1987 | 1986 | 1985 | 1984 | 1983 | 1982 | 1981 | 1980 | 1979 | 1978 | 1977 | 1976 | 1975 | 1974 |
| 19   | 24   | 17   | 11   | 10   | 16   | 19   | 19   | 46   | 38   | 39   | 26   | 15   | 15   | 13   | 8    | 4    |

## Tai nạn
- 27 tháng 6 1976: Chuyến bay 139 của Air France, bắt đầu từ Tel Aviv, Israel và chở theo 248 hành khách và phi hành đoàn 12 người cất cánh từ Athens, Hy Lạp, trên đường đến Paris, Pháp. Chuyến bay đã một nhóm khủng bố bắt cóc, và máy bay bị buộc đổi hướng đến Sân bay Entebbe (hiện nay là sân bay quốc tế Entebbe) tại Uganda.
- 18 tháng 12 1983: Chuyến bay 684 của Malaysia Airlines, là một chiếc Airbus A300B4 được thuê từ hãng Scandinavian Airlines System (SAS), có đăng ký là OY-KAA, cất cánh từ Singapore, đã bị phá hủy trên đường băng tại Kuala Lumpur trong thời tiết xấu trong khi đang cố gắng hạ cánh. Tất cả 247 người trên máy bay đã được sơ tán kịp thời nhưng máy bay đã bị phá hủy do hỏa hoạn.
- 3 tháng 7 1988: Chuyến bay 655 của Iran Air bị bắn hạ bởi tên lửa phóng từ tàu chiến USS Vincennes của Hải quân Mỹ tại Vịnh Ba Tư, giết chết toàn bộ 290 hành khách và phi hành đoàn.[4]
- 28 tháng 9 1992: Chuyến bay 268 của PIA (chiếc A300B4 của Pakistan International Airlines) đã bị rơi ở gần Kathmandu, Nepal. Tất cả 155 hành khách và 12 người thuộc phi hành đoàn đều thiệt mạng.[5]
- 26 tháng 4 1994: Một chiếc A300 của China Airlines (Chuyến bay 140 của China Airlines (Đài Loan) đã bị rơi khi đến Nagoya, Nhật Bản, giết chết 15 người thuộc phi hành đoàn và 249 trong số 264 hành khách trên máy bay.
- 26 tháng 9 1997: Chuyến bay 152 của Garuda Indonesia bị phá hủy trong khi hạ cánh tại Medan, Indonesia giết chết toàn bộ 234 người trên máy bay.
- 16 tháng 2 1998: Chuyến bay 676 của China Airlines (Đài Loan) bị phá hủy khi đâm bào khu vực dân cư gần Sân bay quốc tế CKS gần Taipei, Đài Loan. Toàn bộ 196 trên máy bay thiệt mạng bao gồm cả thống đốc ngân hàng Đài Loan. 5 người dưới mặt đất cũng bị thiệt mạng.
- 24 tháng 12 1999: Chuyến bay IC 814 của Indian Airlines từ Kathmandu, Nepal đến New Delhi đã bị bắt cóc đến Kandahar, Afganistan. 1 người thiệt mạng.
- 12 tháng 11 2001: Chuyến bay 587 của American Airlines, bị phá hủy khi đâm xuống khu vực lân cận Belle Harbor thuộc Queens, New York không lâu sau khi cất cánh từ Sân bay quốc tế John F. Kennedy. Tất cả 260 người trên máy bay bị thiệt mạng, cùng với 5 người dưới mặt đất.
- 22 tháng 11 2003: Chiếc European Air Transport OO-DLL, hoạt động với tư cách đại diện của DHL Aviation, đã trúng một tên lửa SA-7 'Grail' sau khi cất cánh từ Sân bay quốc tế Baghdad. Máy bay bị mất điều khiển. Sau khi cố gắng mở bộ bánh đáp để tạo ra nhiều lực kéo hơn, phi hành đoàn đã hạ cánh máy bay với thiệt hại nhỏ nhất. Máy bay được sửa chữa và đem bán (tóm lược tai nạn và các bức ảnh).

## Thông số kỹ thuật
| Kích thước                    | A300B4                      | A300-600R                     | A300-600F                     |
| ----------------------------- | --------------------------- | ----------------------------- | ----------------------------- |
| Số ghế ở 2 hạng               | 266                         | 266                           | n/a                           |
| Chiều dài                     | 54.08 m hoặc 177' 3"        | 54.08 m hoặc 177' 3"          | 54.08 m hoặc 177' 3"          |
| Sải cánh                      | 44.85 m hoặc 147' 2"        | 44.85 m hoặc 147' 2"          | 44.85 m hoặc 147' 2"          |
| Chiều cao                     | 16.62 m hoặc 54' 6"         | 16.62 m hoặc 54' 6"           | 16.62 m hoặc 54' 6"           |
| Bề rộng cabin lớn nhất        | 5.28 m                      | 5.28 m                        | 5.28 m                        |
| Đường kính thân               | 5.64 m                      | 5.64 m                        | 5.64 m                        |
| Trọng lượng rỗng              | 90.060 kg hoặc 198.132 lb   |                               | 81.900 kg hoặc 180.700 lb     |
| MTOW                          | 165.000 kg hoặc 364.980 lb. |                               | 170.500 kg hoặc 375.100 lb    |
| Quãng đường cất cánh với MTOW | N/A                         | 2324 m                        | 2324 m                        |
| Vận tốc hành trình            | mach 0,78                   | mach 0,78                     | mach 0,78                     |
| Vận tốc tối đa                | mach 0.86                   | mach 0.86                     | mach 0.86                     |
| Tầm bay khi tải tối đa        | 6.670 km hoặc 3.600 nm      |                               | 2.950 nm                      |
| Sức chứa nhiên liệu tối đa    |                             | 18.000 USG hoặc 68.150 litres | 18.000 USG hoặc 68.150 litres |
| Động cơ                       | CF6-50C2 hoặc JT9D-59A      | CF6-80C2 hoặc PW4158          | CF6-80C2 hoặc PW4158          |
| Kíp lái                       | 3                           | 2                             | 2                             |

## Nội dung liên quan

### Máy bay có cùng sự phát triển
- Airbus Beluga
- A310
- A330
- A340
- A350

### Máy bay có tính năng tương đương
- Boeing 767-200/-300
- Ilyushin Il-86